# Giuseppe Lanci
Giuseppe Lanci, detto Beppe (Roma, 1º maggio 1942), è un direttore della fotografia italiano.

## Biografia
È stato stretto collaboratore di Marco Bellocchio, Mauro Bolognini, Nanni Moretti, dei fratelli Taviani e altri. È il direttore della fotografia che ha partecipato al più gran numero di adattamenti cinematografici pirandelliani (Enrico IV, Kaos, Tu ridi, La balia). Dal gennaio 2014 è docente responsabile del corso di Fotografia cinematografica presso il Centro sperimentale di cinematografia. Inoltre in precedenza ha insegnato come docente e coordinatore del reparto di Fotografia presso la NUCT di Cinecittà. Ha realizzato seminari nelle più importanti università italiane.

## Filmografia

### Assistente operatore e Operatore di macchina
- I pugni in tasca, regia di Marco Bellocchio (1965)
- Il giorno della civetta, regia di Damiano Damiani (1968)
- C'era una volta il West, regia di Sergio Leone (1968)
- Metti, una sera a cena, regia di Giuseppe Patroni Griffi (1969)
- Porcile, regia di Pier Paolo Pasolini (1969)
- La tenda rossa, regia di Mikhail Kalatozov (1969)
- La strategia del ragno, regia di Bernardo Bertolucci (1970)
- I cannibali, regia di Liliana Cavani (1970)
- Quattro mosche di velluto grigio, regia di Dario Argento (1971)
- Nel nome del padre, regia di Marco Bellocchio (1972)
- Polvere di stelle, regia di Alberto Sordi (1973)
- La Tosca, regia di Luigi Magni (1973)
- Orlando furioso, regia di Luca Ronconi (1975)
- Il Casanova di Federico Fellini, regia di Federico Fellini (1976)
- Viaggio con Anita, regia di Mario Monicelli (1978)

Esordio 1972 (durante il lavoro come operatore di macchina con Franco Di Giacomo) Carlo 23%, regia di Antonio Bertini

### Direttore della fotografia
- Difficile morire, regia di Umberto Silva (1977)
- Maternale, regia di Giovanna Gagliardo (1977)
- In nome del Papa Re, regia Luigi Magni (1977) – seconda unità
- Scontri stellari oltre la terza dimensione (Starcrash), regia di Luigi Cozzi (1978) – seconda unità
- Il ritorno, regia di Giorgio Treves (1978)
- Salto nel vuoto, regia di Marco Bellocchio (1979)
- Con-fusione, regia di Piero Natoli (1980)
- Severini di Sandro Franchina (1980) – insieme a Guido Cosulich
- Piso pisello, regia di Peter Del Monte (1981)
- Ehrengard, regia di Emidio Greco (1981)
- Gli occhi, la bocca, regia di Marco Bellocchio (1982)
- Nostalghia, regia di Andrej Tarkovskij (1982)
- Kaos, regia di Paolo e Vittorio Taviani (1984)
- Enrico IV, regia di Marco Bellocchio (1984)
- Blues metropolitano, regia di Salvatore Piscicelli (1984)
- Elogio della pazzia, regia di Roberto Aguerre (1984)
- Un complicato intrigo di donne, vicoli e delitti, regia di Lina Wertmüller (1986)
- Diavolo in corpo, regia di Marco Bellocchio (1985)
- La venexiana, regia di Mauro Bolognini (1985)
- Good morning Babilonia, regia di Paolo e Vittorio Taviani (1986)
- Dirsi addio (Every Time We Say Goodbye), regia di Moshé Mizrahi (1986)
- Zoo (insieme a Alfio Contini), regia di Cristina Comencini (1987)
- La visione del sabba, regia di Marco Bellocchio (1987)
- Palombella rossa, regia di Nanni Moretti (1988)
- Paura e amore, regia di Margarethe von Trotta (1988)
- Francesco, regia di Liliana Cavani (1988)
- Grandi cacciatori, regia di Augusto Caminito (1988)
- Il prete bello, regia di Carlo Mazzacurati (1989)
- La condanna, regia di Marco Bellocchio (1990)
- In nome del popolo sovrano, regia di Luigi Magni (1990)
- Il sole anche di notte, regia di Paolo e Vittorio Taviani (1990)
- La villa del venerdì, regia di Mauro Bolognini (1991)
- Le amiche del cuore, regia di Michele Placido (1991)
- Johnny Stecchino, regia di Roberto Benigni (1991)
- Fiorile, regia di Paolo e Vittorio Taviani (1992)
- Tra due risvegli, regia di Amedeo Fago (1992)
- Caro diario, regia di Nanni Moretti (1993)
- Il teppista, regia di Veronica Perugini (1993)
- Con gli occhi chiusi, regia di Francesca Archibugi (1994)
- Compagna di viaggio, regia di Peter Del Monte (1995)
- Le affinità elettive, regia di Paolo e Vittorio Taviani (1995)
- Scooter, regia di Roberto Palmerini (1995)
- Fedra (Dentro il cuore), regia di Memè Perlini (1996)
- Il principe di Homburg, regia di Marco Bellocchio (1996)
- Oscar per due, regia di Felice Farina (1996)
- Piccoli maestri, regia di Daniele Luchetti (1997)
- Aprile, regia di Nanni Moretti (1997)
- Santo Stefano (insieme a Franco Di Giacomo), regia di Angelo Pasquini (1997)
- Tu ridi, regia di Paolo e Vittorio Taviani  (1998)
- La vita che verrà, regia di Pasquale Pozzessere (1998)
- La balia di Marco Bellocchio (1999)
- Terra del fuego, regia di Miguel Littín (1999)
- La stanza del figlio, regia di Nanni Moretti (2000)
- Nowhere, regia di Luis Sepúlveda (2001)
- Bimba (È clonata una stella), regia di Sabina Guzzanti (2002)
- La spettatrice, regia di Paolo Franchi (2003)
- Nel mio amore, regia di Susanna Tamaro (2004)
- La casa dei gerani, regia di Lina Wertmüller (2004)
- La Masseria delle allodole, regia di Paolo e Vittorio Taviani (2006)
- No problem, regia di Vincenzo Salemme (2008)
- Lo stage – cortometraggio realizzato con gli allievi IPSSCT Luzzati e ITCS Gramsci (2010)
- Di là dal vetro, regia di Andrea Di Bari (2011)
- Acciaio, regia di Stefano Mordini (2012) – seconda unità

## Premi
- Arriflex d'argento (1982)
- Premio UBU per Nostalghia (1983)
- David Di Donatello per Un complicato intrigo di donne, vicoli e delitti (1986)
- Ciak d'oro per la migliore fotografia per Diavolo in corpo (1987)[1]
- Candidato a Ciak d'oro per la migliore fotografia per Palombella rossa (1990)
- Sacher d'oro per Il sole anche di notte (1990)
- Grolla d'oro per Il sole anche di notte (1990)
- Globo d'oro per Il sole anche di notte (1990)
- Premio Cineforum (1991)
- Premio per la fotografia al V Festival Internazionale di Medicina e Scienza (1991)
- Grolla di platino (1992)
- Onorificenza della Presidenza del Consiglio per il centenario della nascita del Cinema (1995)
- Efebo d'oro per Le affinità elettive (1996)
- Premio Cinema e Società per Compagna di Viaggio e Le affinità elettive (1996)
- Premio miglior fotografia al 50 Festival Internazionale di Salerno (1997)
- Globo d'oro per La balia (1999)
- Grolla d'oro per La balia (1999)
- Candidato a Ciak d'oro per la migliore fotografia per La balia (2000)
- Premio miglior contributo tecnico al Festival di Bellaria per La spettatrice (2004)
- Premio miglior contributo tecnico al Festival di Le Mons per La spettatrice (2005)
- Premio Gianni Di Venanzo alla carriera (2006)
- Pubblicazione del libro "La luce come emozione, conversazione con Giuseppe Lanci" curato da Monica Pollini, edito da Artdigiland (2017)
- Premio per il film Nostalghia < per il significativo contributo dato all'opera di Andrej Tarkovskij > al festival Lo specchio a Ivanovo, Russia (2018)